# Elias Sanbar

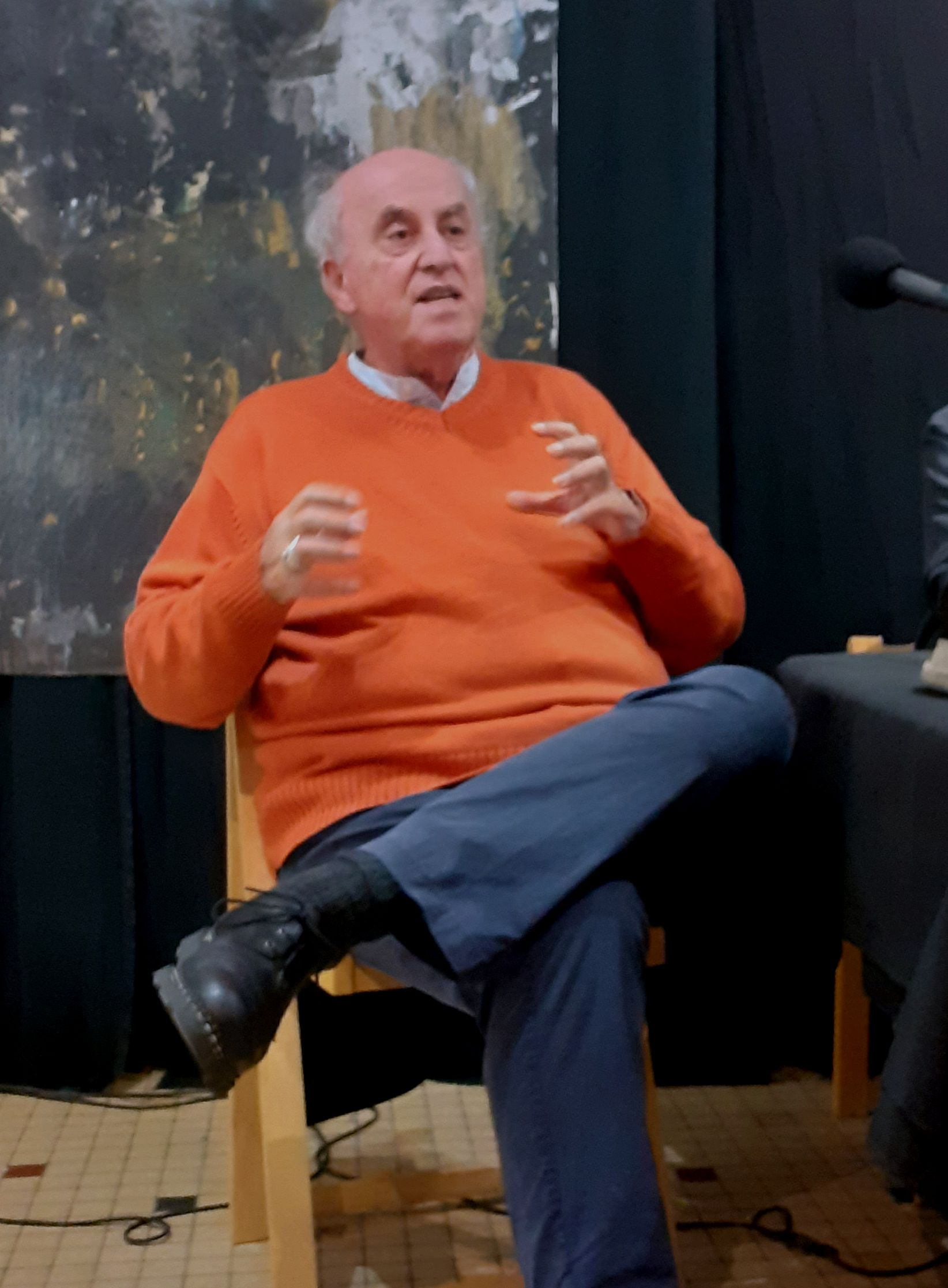
Elias Sanbar

Elias Sanbar (geboren 16. Februar 1947 in Haifa, Völkerbundsmandat für Palästina) ist ein palästinensischer Politiker, Publizist und Übersetzer, der in Paris lebt.

## Leben
Elias Sanbars Eltern flohen 1948 nach der Gründung des Staates Israel in den Libanon. Sanbar studierte Rechtswissenschaften in Paris, Beirut und Princeton. 1968 schloss er sich dem Kampf der Palästinenser gegen Israel an. Er arbeitete seit 1971 am Institut für palästinensische Studien in Beirut und erlebt die ersten Jahre des Bürgerkriegs im Libanon, so dass er wieder nach Paris gehen musste. 1980 gründet er dort zusammen mit Leila Shahid und Farouk Mardam-Bey die Revue d’études palestiniennes (Zeitschrift für palästinensische Studien), zu deren Redaktion er von 1981 bis 2008 gehörte. Die Revue stellte 2008 ihr Erscheinen ein.
Sanbar ist seit 1988 Mitglied des Palästinensischen Nationalrats. Er hat in verschiedenen internationalen Organisationen die Interessen der palästinensischen Bevölkerung vertreten, nahm 1991 an der Madrider Konferenz teil und 1992/1993 an den Verhandlungen in Washington und Tunis. Er ist Unterstützer des Russell-Tribunals zu Palästina. Seit 2006 ist er permanenter Vertreter der Palästinensischen Autonomiegebiete bei der UNESCO und seit Oktober 2011 dort Botschafter, nachdem er die diplomatische Anerkennung durch die UNESCO erreichte.
Sanbar hat Schriften über Palästina verfasst und er hat Werke des palästinensischen Nationaldichters Mahmud Darwisch ins Französische übersetzt. Ein kontroverses Gespräch mit Stéphane Hessel mit Moderation von Farouk Mardam-Bey wurde 2012 in deutscher Übersetzung publiziert.

## Schriften
- « La dernière guerre ? » Palestine, 7 octobre 2023 – 2 avril 2024, Tracts Gallimard, Nr. 56, Paris 2024
- als Herausgeber: Jérusalem et la Palestine, mit Fotografien der École biblique et archéologique française de Jérusalem, Éditions Hazan, Paris 2013
- La Palestine expliquée à tout le monde, Éditions du Seuil, Paris 2013
- Le Rescapé et l’Exilé. Israël-Palestine, une exigence de justice. Mit Stéphane Hessel. Don Quichotte éditions, Paris 2012
  - Israel und Palästina. Recht auf Frieden und Recht auf Land. Mit Stéphane Hessel. Übers. Edmund Jacoby, Jacoby & Stuart, Berlin 2012
- Dictionnaire amoureux de la Palestine. (Buchreihe) Plon, Paris 2010
- Figures du Palestinien : identité des origines, identité de devenir, Gallimard 2004
- Les Palestiniens : la photographie d’une terre et de son peuple de 1839 à nos jours, Éditions Hazan, Paris 2004
- Le Droit au retour : le problème des réfugiés palestiniens, 2002
- Le Bien des absents, Actes Sud, Arles 2001
- Jérusalem : le sacré et le politique, 2000
- Palestine, le pays à venir, 1996
- Les Palestiniens dans le siècle, Reihe Découvertes Gallimard (nº 201), Gallimard, Paris 1994
- Palestine 1948, l’expulsion, Les livres de la Revue d’études palestiniennes, 1984

### Von Sanbar angefertigte Übersetzungen
- Mahmud Darwish: Le Lanceur de dés et autres poèmes, mit Fotografien von Ernest Pignon-Ernest, Actes Sud, Arles 2010
- Mahmud Darwish: Murale : poème, 2003
- Mahmud Darwish: La terre nous est étroite : et autres poèmes : 1966–1999, 2000
- Mahmud Darwish: La Palestine comme métaphore : entretiens, Babel, 1997